# Massakern i Kamjanets-Podilskyj

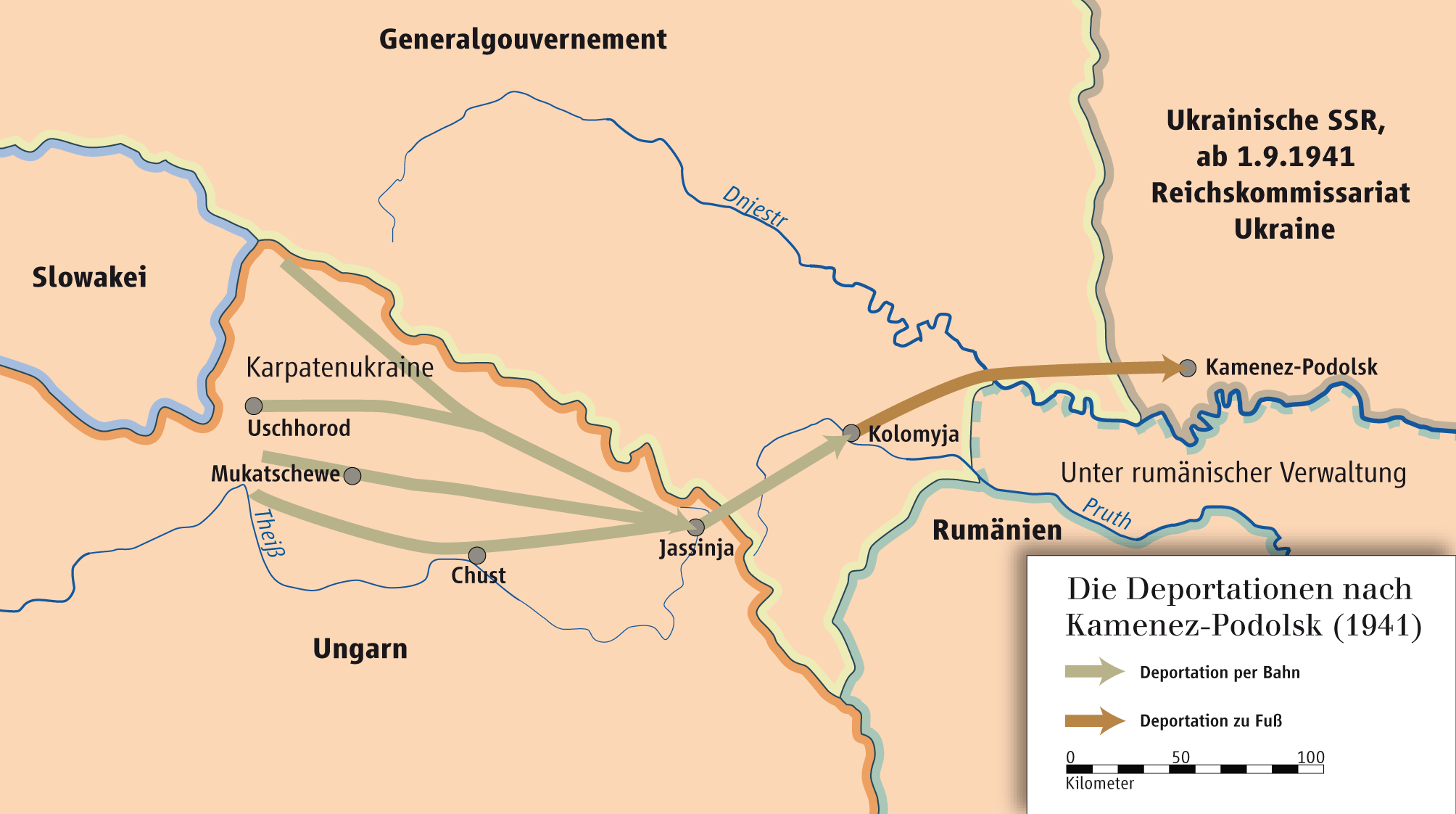
Karta som visar deportationerna av judar från Ungern till Kamjanets-Podilskyj i Ukraina.

Massakern i Kamjanets-Podilskyj var en omfattande massaker som ägde rum i Kamjanets-Podilskyj i västra Ukraina den 27–30 augusti 1941. Omkring 23 600 judar, varav 14 000–15 000 deporterade från Ungern, sköts ihjäl i ett skogsområde utanför staden. Förövare var 320:e bataljonen vid Ordnungspolizei och högre SS- och polischefen Friedrich Jeckelns personliga stabskompani (Stabskompanie), tillhörigt Einsatzgruppe C. Massakern i Kamjanets-Podilskyj utgjorde ett preludium till förintelsen i Ungern. En månad senare ägde massakern i Babij Jar rum.

## Bakgrund
Den 22 juni 1941 inleddes Operation Barbarossa, Tysklands angrepp på Sovjetunionen. I Ungern, som var Tysklands allierade, fanns det vid den här tiden tusentals utländska judar, särskilt i Karpato-Ukraina. På initiativ av guvernören i Karpato-Ukraina, Miklós Kozma, beslutade de ungerska myndigheterna att deportera de utländska judarna. Dessa judar, i huvudsak från Polen och Ryssland, föstes in i godsvagnar och transporterades till uppsamlingslägret i Kőrösmező, nära gränsen till Generalguvernementet. Därifrån fördes de vidare till Kolomyja, varifrån de till fots fördrevs till Kamjanets-Podilskyj. I Kamjanets-Podilskyj levde sedan tidigare omkring 10 000 ukrainska judar, vilka Jeckeln hade för avsikt att förinta.

## Massakern
Den 26 augusti 1941 reste Jeckeln till Kamjanets-Podilskyj för att personligen leda massakern. Den första dagen, den 27 augusti, fördes omkring 4 000 män, kvinnor och barn till ett skogsområde utanför staden och sköts. De beordrades att lämna ifrån sig sina värdesaker och ytterkläder för att sedan kliva ner i de på förhand grävda massgravarna och lägga sig med ansiktet nedåt i botten på gropen eller ovanpå de personer som nyligen skjutits. De sköts därpå ihjäl med kulsprutepistoler eller halvautomatiska pistoler. Det förekom att personer endast sårades och kom att begravas levande. Enligt professor Randolph L. Braham är det inte möjligt att exakt beräkna antalet mördade i Kamjanets-Podilskyj, men Jeckeln rapporterade i sin rapport, daterad den 11 september 1941, att 23 600 personer hade arkebuserats.